# Horloge astronomique de l'église Sainte-Marie de Rostock
L'horloge astronomique de l'église Sainte-Marie est une horloge astronomique construite au XVe siècle à Rostock, en Allemagne.

## Caractéristiques

### Généralités
L'horloge astronomique est située dans le déambulatoire de l'église, derrière le maître-autel. Elle est contenue dans un coffrage en bois de 11 m de hauteur, entre deux piliers. Elle comprend trois parties : au centre, le cadran principal ; en bas, à hauteur d'homme, un cadran secondaire présentant un calendrier ; en haut, un ensemble d'automates.

### Cadran principal

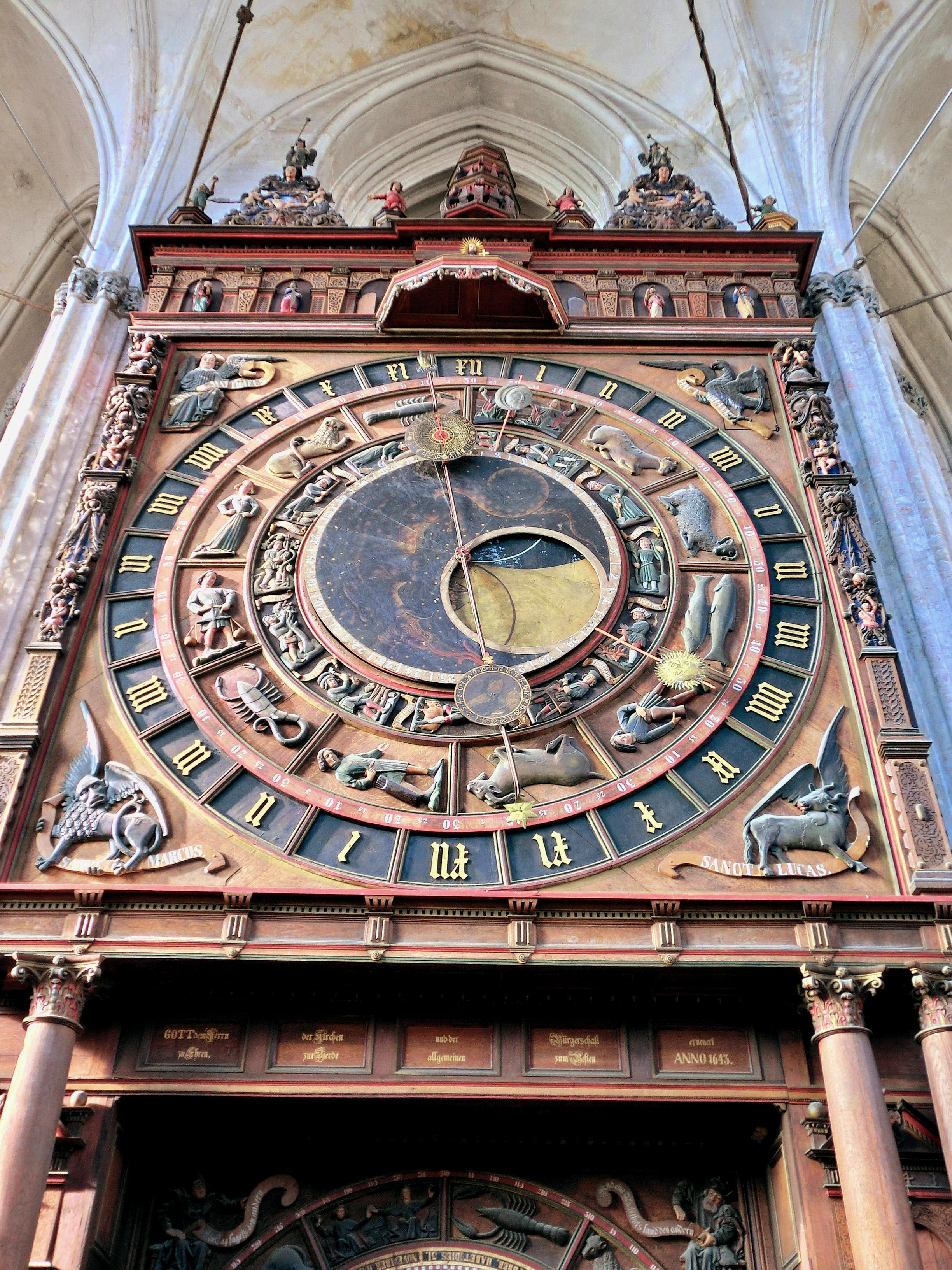
Cadran principal de l'horloge, le 12 février 2011, peu avant midi. Le Soleil est dans le Verseau, la Lune dans les Gémeaux. Elle est aux trois-quarts pleine.

Le cadran principal de l'horloge occupe environ 16 m2. Il indique quatre informations distinctes : l'heure du jour, le signe du zodiaque courant, la phase lunaire et le mois, par l'intermédiaire de plusieurs couronnes concentriques.
L'heure est affichée sur la couronne la plus extérieure du cadran, qui comporte les nombres en chiffres romains de I à XII, en doré sur fond bleu, en écriture gothique. Il s'agit d'un cadran sur 24 heures : les nombres sont présents deux fois, débutant par I en haut, légèrement à droite du centre, puis augmentant dans le sens des aiguilles d'une montre jusqu'à XII, en bas de la couronne. Ils recommencent alors à I et se terminent à XII, au sommet du cadran. Son unique aiguille en fait le tour en 24 heures ; elle s'étend symétriquement des deux côtés, terminée à une extrémité par une main stylisée, de l'autre par une étoile.
Le signe du zodiaque est donné par la couronne suivante, qui comprend des bas-reliefs des symboles de chacun des signes. Tout autour, sur une petite couronne, des nombres en chiffres arabes divisent chaque signe de 5 en 5, de 0 à 30°. La position du Soleil et de la Lune sur le zodiaque est indiquée par deux petites aiguilles, portant chacune une représentation stylisée de l'astre. L'aiguille solaire effectue une révolution complète en un an, l'aiguille lunaire en un mois lunaire.
La couronne suivante indique les mois de l'année, janvier étant situé en bas légèrement à droite, les mois augmentant ensuite dans le sens inverse des aiguilles d'une montre. Les mois sont représentés par des illustrations typiques (février par un homme se réchauffant auprès d'un feu, mars par un homme plantant des arbres, avril par une femme bêchant, etc.). Le mois en cours est indiqué par l'aiguille solaire du cadran précédent.
Le centre du disque est occupé par un disque décoré d'un ciel étoilé et d'un dragon. Il possède une fenêtre circulaire et excentrée, laissant apparaitre le disque qui se situe dessous, lequel est peint à moitié en bleu sombre et en doré. Ce dispositif indique la phase lunaire, suivant la proportion de doré affiché. Le disque supérieur (sur lequel est fixée l'aiguille solaire précédemment mentionné) effectue une rotation dans le sens inverse des aiguilles d'une montre en une année. Le disque inférieur (sur lequel est fixée l'aiguille lunaire) tourne en un mois lunaire sidéral (correspondant à la période de révolution de la Lune, environ 27,32 jours). La combinaison des deux mouvements conduit à une répétition des phases en un mois lunaire synodique (une lunaison, environ 29,53 jours). L'extérieur du disque supérieur porte également une numérotation de 0 à 29 ; l'aiguille lunaire y indique l'âge de la Lune.

### Calendrier

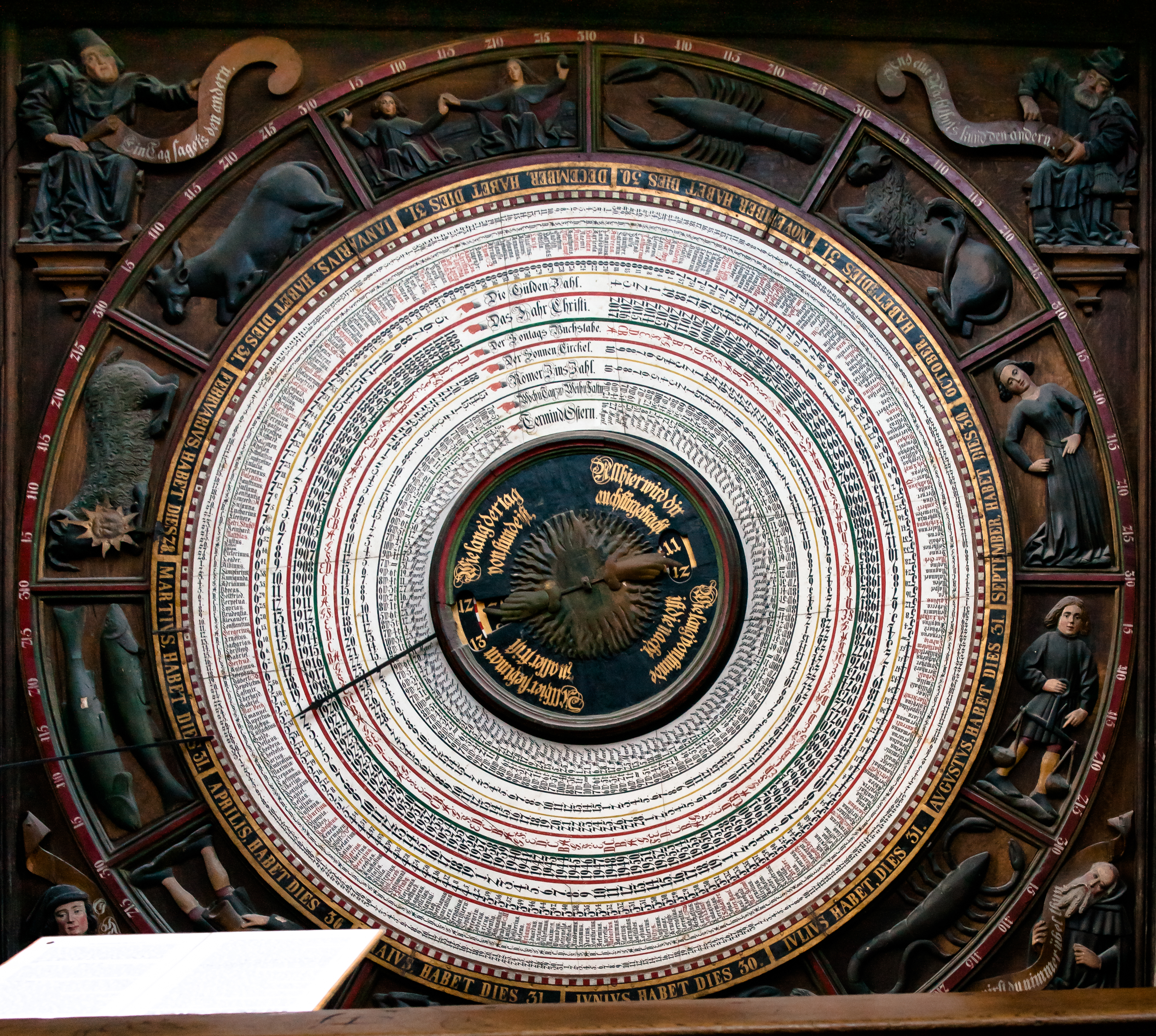
Feuille du calendrier pour les années 1885 à 2017.

Le cadran inférieur est un calendrier. Il comprend une grande couronne de 2 m de diamètre comportant, depuis l'extérieur vers l'intérieur, le mois, le jour du mois, le jour de la semaine (lettres de A à G), le saint du jour, l'heure locale du lever de soleil (sur deux jours consécutifs), nombre d'or de l'année, année, lettre dominicale, cycle solaire (période de 28 ans du calendrier julien pour qu'une même date corresponde au même jour de la semaine), intérêt romain (cycle de 15 ans lié aux taxes introduit en 313 et utilisé pour les dates jusqu'au XVIe siècle), nombre de jours jusqu'à Noël et au Carême, et finalement date de Pâques. Ces 13 informations sont inscrites dans des anneaux concentriques en noir ou rouge sur fond blanc (excepté le mois courant, en doré sur fond noir) et séparées par des fins cercles rouges ou dorés. Le disque effectue une rotation en un an.
Les six indications extérieures du disque concernent des informations journalières. Le jour courant est indiqué par la baguette (fixe) que tient un petit personnage sculpté situé en bas à gauche de l'horloge.
Les sept indications intérieures concernent l'année en cours. Celle-ci est pointée par une aiguille fixée sur le disque central. Celui-ci comprend deux petites fenêtres indiquant, par le biais d'un disque situé en dessous, la longueur du jour et de la nuit. Il effectue un tour complet en un an.
Le disque ne comporte pas de 29 février : dans le cas d'une année bissextile, la correction est effectuée à la main.
Le disque calendaire est réglé pour les années 1885 à 2017. Il s'agit du 4e disque calendaire de l'horloge. Le 5e est déjà préparé depuis 2009 et sera installé à la place le 1er janvier 2018.

### Automates
La partie supérieure de l'horloge comporte un manège d'automates, qui se déclenche une fois par heure. Des figurines représentant les apôtres sortent d'une petite porte située sur la droite, passent devant Jésus-Christ, qui les bénit, et rentrent dans une porte située sur la gauche. Le dernier apôtre, Judas, n'est toutefois pas béni et la porte se referme avant qu'il puisse y pénétrer, le condamnant à rester une heure entière à l'extérieur.

## Historique
Une première horloge est probablement construite en 1379 par l'horloger Nicolas Lilienfeld, qui construit également l'horloge astronomique (de) de l'église Saint-Nicolas de Stralsund en 1394. L'horloge actuelle date de 1472 et est une réalisation de Hans Düringer, horloger de Nuremberg.
L'horloge est peu modifiée, de sorte qu'elle est encore pratiquement dans son état d'origine. Elle est rénovée entre 1641 et 1643, par l'adjonction d'un cadre Renaissance et l'extension du spectacle d'automates. En 1710, le mécanisme d'échappement à foliot est remplacé par un pendule.
En 1943, pendant la Seconde Guerre mondiale, l'horloge est emmurée afin de la protéger des bombardements ; elle est exposée à nouveau en 1951. Entre 1974 et 1977, les 2 000 éléments des cinq mécanismes sont restaurés.